# Okręg Strasbourg-Campagne
Okręg Strasbourg-Campagne (fr. Arrondissement de Strasbourg-Campagne) – okręg we wschodniej Francji. Populacja wynosi 280 tysięcy. 1 stycznia 2015 roku został zlikwidowany i włączony do nowego, większego okręgu okręgu Strasburg.

## Podział administracyjny
W skład okręgu wchodzą następujące kantony:
- Bischheim,
- Brumath,
- Geispolsheim,
- Hochfelden,
- Illkirch-Graffenstaden,
- Mundolsheim,
- Schiltigheim,
- Truchtersheim.